# Jenny Shimizu

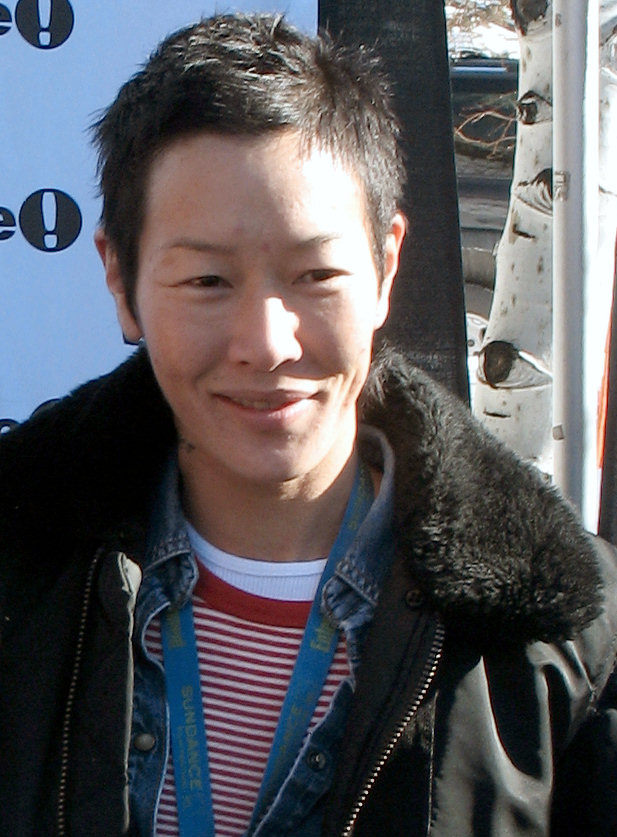
Jenny Shimizu (2006)

Jenny Lynn Shimizu (* 16. Juni 1967 in San José, Kalifornien) ist ein US-amerikanisches Model, bekannt für ihre Werbung für Calvin Klein. In der Vergangenheit hatte sie auch mehrere Schauspielrollen.

## Biografie
Shimizu wurde im Juni 1967 in San Jose im US-Bundesstaat Kalifornien geboren und wuchs in Santa Maria auf. Sie erhielt ein Stipendium für die California State University in Northridge, brach das Studium jedoch ab und zog nach Los Angeles, um Automechanikerin zu werden.
Bald darauf wurde ein Modelagent wegen ihres einzigartigen androgynen Aussehens auf sie aufmerksam und machte sie mit Calvin Klein bekannt. Der Designer zeigte sich begeistert von Shimizu und buchte sie als eines der Gesichter für die Schwarz-Weiß-Kampagne seines Parfums ck One. Später lief Shimizu für Calvin Klein auch auf dem Laufsteg.
Nachdem Shimizu auf einer Werbetafel für Banana Republic am New Yorker Times Square zu sehen war, erhielt sie auch Aufträge von Modelabels wie Versace, Prada, Jean Paul Gaultier, Donna Karan, Levi’s und United Colors of Benetton sowie Shiseido. Sie modelte außerdem für den Pirelli-Kalender.
Shimizu arbeitete mit einer Reihe namhafter Fotografen zusammen, darunter Mario Testino, Ellen von Unwerth, Bruce Weber, Michel Comte und David LaChapelle. Ihre Fotostrecken erschienen in Modemagazinen wie der Vogue, Harper’s Bazaar und Marie Claire.
1993 hatte Shimizu einen Cameo-Auftritt in Madonnas Musikvideo zum Song Rain und ging eine Affäre mit der Sängerin ein.
1995 gab Shimizu ihr Filmdebüt in Ding Dong. Ihre erste Hauptrolle und ihren bislang berühmtesten Leinwandauftritt hatte sie in Foxfire (1996) an der Seite von Angelina Jolie, mit der sie während der Dreharbeiten eine Beziehung einging.
1999 wurden Shimizu und die Schauspielerin Ione Skye für kurze Zeit ein Paar.

## Filmografie
- 1995: Ding Dong
- 1996: Bed, Bath and Beyond (Kurzfilm)
- 1996: Foxfire
- 1997: Ellen (Fernsehserie, 1 Folge)
- 2001: The New Woman
- 2007: Itty Bitty Titty Committee
- 2007: Dante’s Cove (Fernsehserie, 5 Folgen)
- 2008: Old Skool with Terry and Gita (Fernsehserie, 1 Folge)
- 2009: Bob’s New Suit
- 2009: Four Steps (Kurzfilm)
- 2009: Tools for Fools (Kurzfilm)

## Auszeichnungen
- 2006: Lesbian Icon Award auf dem internationalen Homosexuellenfilmfestival in Philadelphia.